# Gabeca Pallavolo Spa
Gabeca Pallavolo Spa is een Italiaanse volleybalclub, die uitkomt in de Serie A1 onder de naam Acqua Paradiso Monza Brianza. De club werd in 1975 opgericht en komt uit op het hoogste niveau in Italië. In 2009 is de club verhuisd van Montichiari naar Monza.

## Selectie 2009/10
Trainer: Mauro Berutto  ITA
| No. | Naam                | Land     | Positie         |
| --- | ------------------- | -------- | --------------- |
| 1   | Leano Cetrullo      | ITA      | Diagonaal       |
| 2   | Jeroen Rauwerdink   | NED      | Passer-loper    |
| 3   | Matteo Pesenti      | ITA      | Passer-loper    |
| 4   | Davis Krumins       | LAT/ ITA | Spelverdeler    |
| 7   | Giuseppe Zito       | ITA      | Libero          |
| 8   | Marcello Forni      | ITA      | Middenaanvaller |
| 9   | Marco Molteni       | ITA      | Passer-loper    |
| 11  | Simone Buti         | ITA      | Middenaanvaller |
| 12  | Sean Rooney         | USA      | Passer-loper    |
| 13  | Dragan Travica      | CRO/ ITA | Spelverdeler    |
| 15  | Mauro Gavotto       | ITA      | Diagonaal       |
| 16  | Konstantin Shumov   | RUS/ FIN | Middenaanvaller |
| 17  | Paulo Alborghetti   | ITA      | Middenaanvaller |
| 17  | Jean-François Exiga | FRA      | Libero          |